# Kıvılcım Kaya
Kıvılcım Ngatcha Yomba, née Kıvılcim Kaya le 27 mars 1992 à Ankara) est une athlète turque, spécialiste du lancer de marteau.

## Carrière
Son record personnel est de 72,55 m, obtenu lors des Championnats nationaux à Izmir le 5 juillet 2012.

## Palmarès
| Date | Compétition                       | Lieu       | Résultat | Marque  |
| ---- | --------------------------------- | ---------- | -------- | ------- |
| 2009 | Championnats du monde cadets      | Bressanone | 2e       | 57,91 m |
| 2011 | Championnats d'Europe juniors     | Tallinn    | 2e       | 66,74 m |
| 2015 | Championnats des Balkans          | Pitesti    | 2e       | 71,04 m |
| 2016 | Championnats des Balkans          | Pitesti    | 3e       | 68,03 m |
| 2017 | Championnats d'Europe par équipes | Vaasa      | 1re      | 69,75 m |
| 2017 | Universiade                       | Taipei     | 4e       | 70,41 m |
| 2018 | Jeux méditerranéens               | Tarragone  | 2e       | 71,07 m |
| 2019 | Championnats d'Europe par équipes | Sandnes    | 2e       | 68,63 m |
| 2019 | Championnats des Balkans          | Pravetz    | 3e       | 69,04 m |
| 2021 | Coupe d'Europe des lancers        | Split      | 15e      | 65,47 m |
| 2022 | Jeux méditerranéens               | Oran       | 2e       | 69,82 m |
| 2022 | Jeux de la solidarité islamique   | Konya      | 2e       | 65,68 m |
| 2022 | Championnats d'Europe             | Munich     | 11e      | 67,04 m |

## Records
| Épreuve           | Marque  | Lieu  | Date           |
| ----------------- | ------- | ----- | -------------- |
| Lancer du marteau | 72,55 m | Izmir | 5 juillet 2012 |